# Cécile Bois
Cécile Bois (Talença, Gironda, 26 de desembre de 1971) és una actriu francesa.
Quan estava estudiant batxillerat va unir-se a un grup de teatre amateur. Als 16 anys va ingressar en el Conservatori de Bordeus i més tard va incorporar-se al grup Le théâtre en vrac. Va haver de lluitar contra la seva timidesa, però un professor del conservatori la va ajudar a superar-la. Després es va instal·lar a París i va estudiar a l'École de la rue Blanche. Va treballar com a actriu teatral, en pel·lícules com Germinal i en sèries de televisió com Navarro.
Va fer una audició per al paper d'Angélique a l'obra teatral de Robert Hossein de 1995, basada en les novel·les d'Anne Golon, i posteriorment va actuar 130 vegades al Palais des Sports.
Bois ha protagonitzat pel·lícules com Dakan, Ça n'empêche pas les sentiments, Le Montreur de Boxe - Lucky Punch i Le roi danse, però ha interpretat papers més importants a la televisió. En el transcurs del segle XXI la seva carrera es va orientar més cap a les sèries (Maigret, Femmes de loi, Joséphine, ange gardien, Les Cordier, juge et flic, Une famille formidable, Camping Paradis, Alice Nevers, etc.), sobretot en les sèries Ariane Ferry i Agathe contra Agathe amb papers habituals d'una temporada.
Des del 2013, interpreta el paper principal a la sèrie de France 2 Candice Renoir, al costat de Raphaël Lenglet.

## Filmografia

### Cinema
- 1992: Promenades d'été de René Féret
- 1993: Germinal de Claude Berri
- 1993: La Place d'un autre de René Féret

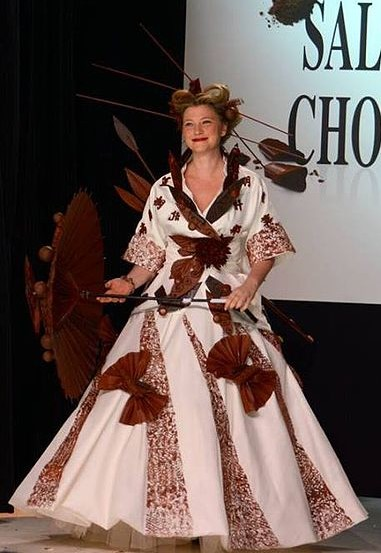
Cécile Bois el 2013, durant la desfilada de moda del Salon du xocolat.

- 1995: Le Montreur de Boxe - Lucky Punch de Dominique Ladoge
- 1996: Dakan de Mohamed Camara
- 1998: Ça n'empêche pas les sentiments de Jean-Pierre Jackson[7]
- 2000: Le roi danse de Gérard Corbiau[8]
- 2000: Le Roman de Lulu de Pierre-Olivier Scotto
- 2001: La Grande Vie ! de Philippe Dajoux
- 2004: Les Mots bleus d'Alain Corneau
- 2005: Une belle histoire de Philippe Dajoux
- 2009: Trésor de Claude Berri i François Dupeyron
- 2019: Examen de conscience de Claude Barma

### Televisió
- 1993: Le Chasseur de la nuit, telefilm de Jacques Renard[9]
- 1995: Navarro, de Gérard Marx
- 1995: Fils de flic, telefilm d'Igaal Niddam
- 1996: Les Alsaciens ou les Deux Mathilde, de Michel Favart
- 1997: Une soupe aux herbes sauvages, d'Alain Bonnot: Justine
- 1997: La Maison d'Alexina, telefilm de Mehdi Charef
- 1998: La Femme de l'Italien, telefilm de Michaël Perrotta
- 1998: Les Monos, episodi "La Meute"
- 2000: Maigret, episodi "Maigret chez les riches", de Denys Granier-Deferre i Pierre Joassin: senyoreta Vague
- 2001: Resurrezione, telefilm dels germans Taviani
- 2001: Mathieu Corot, episodi "Mise à mort"
- 2002: Femmes de loi, episodi "Dette d'amour": Vanessa
- 2003: Une place parmi les vivants, telefilm de Raoul Ruiz
- 2004: Ariane Ferry, episodis "Dernier voyage" i "La monitricede", de Gérard Cuq
- 2003: Je serai toujours près de toi, telefilm de Claudio Tonetti
- 2003: Joséphine, ange gardien, episodi "Compteur à zéro": Sandrine
- 2004: Les Cordier, juge et flic, episodi "Temps mort", d'Alain Bonnot: Agnes Legarec
- 2005: Sauveur Giordano, episodi "Présumé coupable", de Patrick Poubel: Caroline Lucas
- 2005: Une famille formidable, de Joël Santoni (temporada 6): Marie-Sophie
- 2006: Agathe contre Agathe, telefilm de Thierry Binisti
- 2006: Tombé du ciel, de Stéphane Kappes
- 2006: Marie Besnard, l'empoisonneuse, telefilm de Christian Faure
- 2007: Adresse inconnue, de Rodolphe Tissot
- 2007: La Vie à une, telefilm de Frédéric Auburtin
- 2007: Camping Paradis, (temporada 1, episodi 2) de Sylvie Ayme: Julie
- 2007: Cellule Identité, de Stéphane Kappes (temporada 1, episodi 1)
- 2009: Vive les vacances !, de Stéphane Kappes
- 2009: Aveugle, mais pas trop, telefilm de Charlotte Brändström
- 2009: Alice Nevers : Le juge est une femme, (temporada 7, episodi 1): Stéphanie Moreau
- 2010: Le Désamour, telefilm de Daniel Janneau
- 2010: Accusé Mendès France, telefilm de Laurent Heynemann
- 2011: Merci Patron, telefilm de Pierre Joassin: Nikki
- 2013 - present: Candice Renoir, de Christophe Douchand i Nicolas Picard-Dreyfuss: Candice Renoir
- 2014: Richelieu, la Pourpre et le Sang, telefilm d'Henri Helman: Anna d'Àustria
- 2015: Envers et contre tous, telefilm de Thierry Binisti (primerament anomenada Influences)[6][10]
- 2017: Meurtres à Sarlat, de Delphine Lemoine: Claire Dalmas
- 2018: Tu vivras ma fille, de Gabriel Aghion: Nathalie Elbaz
- 2019: Examen de conscience, telefilm d'Olivier Barma: Caroline
- 2021: Gloria, de Julien Colonn : Gloria Meyers
- 2021: Les Gouttes de Dieu, d'Oded Ruskin: Marianne
- 2022: Addict, de Didier Le Pêcheur: Élodie

## Vida privada
És parella de l'actor Jean-Pierre Michaël, a qui va conèixer al plató d'un episodi de Joséphine, ange gardien. La parella té dues filles, tot i que Michaël ja tenia dues criatures d'una relació anterior.
El març del 2020 va anunciar públicament que havia contret COVID-19 i que s'havia curat, però el 16 d'abril va haver de ser hospitalitzada per insuficiència respiratòria per COVID-19.